# Cuộc đàn áp người Rohingya tại Myanmar 2016–17
Cuộc đàn áp người Rohingya tại Myanmar là các cuộc đàn áp bằng quân sự đang diễn ra bởi lực lượng vũ trang và cảnh sát của Myanmar đối với người Rohingya theo Hồi giáo ở bang Rakhine trong khu vực tây bắc của quốc gia này.
Việc đàn áp là để phản ứng lại các cuộc tấn công vào trại cảnh sát biên giới của quân nổi dậy chưa được xác định rõ và đã dẫn đến sự vi phạm nhân quyền trong quy mô rộng lớn dưới bàn tay của lực lượng an ninh, bao gồm các vụ giết người phi pháp, hiếp dâm tập thể, đốt phá, và những tàn bạo khác. Cuộc đàn áp quân sự lên người Rohingya đã kéo đến những lời chỉ trích từ Liên Hợp Quốc; tổ chức nhân quyền Ân xá Quốc tế; Bộ Ngoại giao Hoa Kỳ; và chính phủ Malaysia. Bà Aung San Suu Kyi người đứng đầu của chính phủ trên thực tế đặc biệt bị chỉ trích cho sự không hành động và giữ im lặng của mình về vấn đề này và hành động rất ít để ngăn chặn các lạm dụng quân sự.

## Bối cảnh
Người dân Rohingya ở phía bắc bang Rakhine của Myanmar đã được mô tả như là một nhóm dân thiểu số bị ngược đãi nhất thế giới. Họ tự coi mình là hậu duệ của các thương nhân Ả Rập định cư ở khu vực này từ nhiều thế hệ trước. Các học giả đã tuyên bố rằng họ đã có mặt tại khu vực này kể từ thế kỷ 15. Tuy nhiên, họ đã bị từ chối quyền công dân từ chính phủ Myanmar mô tả họ như những người nhập cư bất hợp pháp từ Bangladesh. Trong thời hiện đại, việc đàn áp người Hồi giáo Rohingya tại Myanmar bắt đầu từ những năm 1970. Kể từ đó, người Rohingya đã thường xuyên trở thành các mục tiêu của việc đàn áp bởi chính phủ và chủ nghĩa Phật giáo dân tộc. Sự căng thẳng giữa các nhóm tôn giáo khác nhau trong cả nước đã thường xuyên bị khai thác bởi các nhà cai trị quân đội của Myanmar.
Theo báo cáo của chính quyền Myanmar vào ngày 09 Tháng Mười 2016, một số cá nhân có vũ trang đã tấn công nhiều trạm cảnh sát biên phòng ở bang Rakhine khiến chín nhân viên cảnh sát tử vong. Vũ khí và đạn dược cũng bị cướp mất. Các cuộc tấn công lớn đã diễn ra tại thị trấn Maungdaw của nhà nước. Danh tính của những kẻ tấn công vẫn chưa được biết, mặc dù nó đã được cho là một nhóm tách khỏi Tổ chức Đoàn Kết Rohingya.

## Chiến dịch đàn áp
Sau sự kiện trạm cảnh sát, quân đội Miến Điện đã bắt đầu một chiến dịch đàn áp lớn trong các làng mạc phía bắc của bang Rakhine. Trong cuộc hành quân khởi đầu, hàng chục người đã thiệt mạng và nhiều người đã bị bắt giữ. Số thương vong đã gia tăng theo diễn tiến của cuộc đàn áp. Những vụ bắt giữ tùy tiện, hạ thủ, hiếp dâm tàn bạo nhắm vào dân thường, và cướp bóc đã được thực hiện. Theo báo cáo của giới truyền thông, hàng trăm người Rohingya đã bị giết tính đến tháng 12 năm 2016, và nhiều người đã chạy trốn khỏi Myanmar với tư cách tị nạn để tìm nơi trú ẩn trong các khu vực lân cận của Bangladesh.
Cuối tháng Mười một, Tổ chức Theo dõi Nhân quyền HRW công bố hình ảnh vệ tinh cho thấy rằng có khoảng 1250 ngôi nhà của người Rohingya trong năm ngôi làng đã bị thiêu rụi bởi các lực lượng an ninh. Các phương tiện truyền thông và các tổ chức nhân quyền thường xuyên báo cáo các hành vi xâm phạm nhân quyền nghiêm trọng của quân đội Myanmar. Trong một biến cố vào tháng Mười Một, quân đội Myanmar đã sử dụng máy bay trực thăng để bắn giết dân làng. Tính đến tháng 11 năm 2016, Myanmar vẫn chưa cho phép các giới truyền thông và các tổ chức nhân quyền vào những khu vực bị đàn áp. Do đó, các con số chính xác về thương vong dân sự vẫn chưa được rõ. Bang Rakhine đã được gọi là một "hố đen về thông tin".
Những người đã chạy trốn khỏi Myanmar để thoát cuộc đàn áp đã báo cáo rằng phụ nữ bị hiếp dâm, nam giới bị giết chết, nhà nhà bị đốt phá, và trẻ em bị ném vào các ngôi nhà đang bốc cháy. Thuyền bè chở người tị nạn Rohingya trên sông Naf thường bị bắn hạ bởi quân đội Myanmar.
Ngày 03 tháng 2 năm 2017, Văn phòng Cao ủy Liên Hợp Quốc về Nhân quyền công bố một báo cáo dựa trên các cuộc phỏng vấn với hơn 200 người tị nạn Rohingya, trong đó nói rằng các ngược đãi bao gồm hiếp dâm tập thể, giết người hàng loạt, và thảm sát trẻ em. Gần một nửa số người được phỏng vấn nói rằng các thành viên gia đình của họ đã bị giết hại. Một nửa số phụ nữ được phỏng vấn nói rằng họ đã bị cưỡng hiếp hoặc tấn công tình dục: báo cáo mô tả bạo hành tình dục là "quy mô và có hệ thống". Quân đội và cảnh sát tuyên bố đã đốt cháy "nhà cửa, trường học, chợ búa, cửa hàng và đền thờ Hồi giáo" thuộc sở hữu hoặc được sử dụng bởi những người Rohingya.

## Cuộc khủng hoảng người tị nạn
Ước tính có khoảng 92.000 người Rohingya đã bị ly tán vì bạo lực vào tháng 1 năm 2017: Khoảng 65,000 đã chạy trốn khỏi Myanmar vào nước láng giềng Bangladesh giữa tháng 10 năm 2016 và tháng 1 năm 2017, trong khi 23.000 người khác đã bị phân tán trong nước.
Vào tháng 2 năm 2017, Chính phủ Bangladesh đã thông báo rằng họ dự định chuyển nơi ở của những người tị nạn mới đến và 232.000 người tị nạn Rohingya khác đã ở sẵn trong nước đến Thengar Char, một hòn đảo bồi đắp bởi trầm tích ở vịnh Bengal. Hòn đảo đầu tiên xuất hiện vào khoảng năm 2007, hình thành do phù sa từ sông Meghna trôi xuống. Vùng đất có cư dân gần nhất, là đảo Hatiya cách đó khoảng 30 cây số. Các hãng tin trích dẫn lời một quan chức trong vùng mô tả kế hoạch là "khủng khiếp". Động thái này đã nhận được sự phản đối đáng kể từ một số cơ quan tổ chức. Các nhóm nhân quyền đã mô tả kế hoạch như một sự di dời cưỡng bách. Ngoài ra, mối lo ngại về điều kiện sống trên các đảo, là nơi mà đất trũng thấp và dễ bị ngập lụt. Hòn đảo được miêu tả như là "chỉ sử dụng được trong mùa đông và là một thiên đường cho bọn hải tặc". Cách khoảng chín tiếng đồng hồ từ các trại mà những người tị nạn Rohingya đang sinh sống.

## Các sự cố liên quan
Vào tháng 1 năm 2017, ít nhất là bốn cảnh sát đã bị bắt giữ bởi giới chức chính phủ sau khi một đoạn video xuất hiện trực tuyến của lực lượng an ninh đang đánh đập người Hồi giáo Rohingya vào tháng năm 2016. Trong video, những đàn ông và nam thiếu niên người Rohingya bị buộc phải ngồi xếp hàng để tay ra sau đầu của họ, trong khi họ bị đánh đập bằng dùi cui và đấm đá. 
Đây là vụ việc đầu tiên mà chính phủ trừng phạt lực lượng an ninh riêng của mình trong khu vực kể từ khi bắt đầu chiến dịch đàn áp.
Ngày 21 tháng 1 năm 2017, các thi thể của ba người đàn ông Hồi giáo Rohingya đã được tìm thấy trong những ngôi mộ nông ở Maungdaw. Những người đàn ông là dân địa phương đã làm việc chặt chẽ với chính quyền địa phương, và chính phủ tin rằng họ bị giết bởi quân nổi dậy Rohingya trong một cuộc tấn công trả đũa.

## Sự chỉ trích
Cuộc đàn áp bằng quân sự vào người Rohingya đã thu hút sự chỉ trích từ các cơ quan tổ chức khác nhau. Các nhóm nhân quyền về Ân xá Quốc tế và các tổ chức như Liên Hợp Quốc đã đặt tên cho các cuộc đàn áp quân sự lên người thiểu số Rohingya là tội ác chống lại nhân loại và nói rằng quân đội đã khiến người dân trở thành mục tiêu của "một chiến dịch bạo lực có hệ thống".
Trong tháng 11 năm 2016, một viên chức cao cấp của Liên Hợp Quốc, John McKissick, đã cáo buộc Myanmar đang tiến hành việc thanh lọc sắc tộc ở bang Rakhine nhằm giải phóng nó từ nhóm Hồi giáo thiểu số. John McKissick là người đứng đầu một cơ quan tị nạn Liên Hợp Quốc có trụ sở tại thị trấn Bangladesh Cox Bazar. Cuối tháng đó, Bangladesh đã triệu tập đại sứ Myanmar tại đất nước của mình để bày tỏ "mối quan ngại lớn lao" về cuộc đàn áp người Rohingya.
Trong tháng 12 năm 2016, Liên Hợp Quốc mạnh mẽ chỉ trích chính phủ Myanmar về việc đối xử kém cỏi với những người Rohingya, và gọi đó là lối hành xử "nhẫn tâm". Liên Hợp Quốc cũng kêu gọi bà Aung San Suu Kyi, Cố vấn Ngoại giao của Myanmar (người thực quyền đứng đầu chính phủ) và là người đoạt giải Nobel, thực hiện các biện pháp chấm dứt bạo lực chống lại người Rohingya.
Trong báo cáo công bố vào tháng 2 năm 2017, Liên Hợp Quốc tuyên bố rằng cuộc đàn áp người Rohingya đã bao gồm các vi phạm nhân quyền nghiêm trọng. Ủy viên về Nhân quyền Liên Hợp Quốc Zeid Raad Al Hussein tuyên bố "Sự tàn ác mà các trẻ em Rohingya đã phải chịu đựng là không thể chấp nhận được - Loại hận thù nào đã có thể khiến một người đàn ông đâm một em bé đang khóc đòi sữa của mẹ nó?" Một phát ngôn viên của chính phủ nói rằng các cáo buộc là rất nghiêm trọng, và sẽ được điều tra.
Bộ Ngoại giao Hoa Kỳ cũng đã bày tỏ lo ngại về tình trạng bạo lực tại bang Rakhine và sự di dời người Rohingya. Trong một cuộc biểu tình vào đầu tháng Mười Hai, Thủ tướng Malaysia Najib Razak đã chỉ trích chính quyền Myanmar về cuộc đàn áp quân sự lên người Hồi giáo Rohingya, và mô tả cuộc khủng bố đang diễn ra là "cuộc diệt chủng". Trước đó, sự đặt tên cho hành vi bạo lực chống lại người Hồi giáo thiểu số Rohingya là "cuộc thanh lọc sắc tộc", Malaysia cho biết "vấn đề là mối quan tâm của quốc tế ". Malaysia cũng hủy bỏ hai trận bóng đá với Myanmar để phản đối cuộc đàn áp.
Bà Aung San Suu Kyi đã bị chỉ trích đặc biệt cho sự im lặng và thiếu hành động về vấn đề của mình, cũng như đã không ngăn chặn các vi phạm nhân quyền của quân đội. Bà phát biểu trong sự phản hồi: "chỉ ra cho tôi một đất nước mà không có các vấn đề về nhân quyền". Cựu lãnh đạo tổ chức Liên Hợp Quốc, Kofi Annan, sau một chuyến thăm kéo dài một tuần ở bang Rakhine, bày tỏ quan ngại sâu sắc về các báo cáo vi phạm nhân quyền trong khu vực. Ông đã dẫn đầu một ủy ban gồm chín thành viên được thành lập vào tháng 8 năm 2016 để xem xét các tình huống trong bang này và đưa ra khuyến nghị để cải thiện tình hình ở đó.